# Diócesis de Cruz Alta
La diócesis de Cruz Alta (en latín: Dioecesis Crucis Altae y en portugués: Diocese de Cruz Alta) es una circunscripción eclesiástica latina de la Iglesia católica en Brasil, sufragánea de la arquidiócesis de Santa María. Su obispo es Nélio Domingos Zortea.

## Territorio y organización
La diócesis tiene 16 790 km² y extiende su jurisdicción sobre los fieles católicos de rito latino residentes en 34 municipios del estado de Río Grande del Sur: Cruz Alta, Ajuricaba, Alto Alegre, Augusto Pestana, Barros Cassal, Boa Vista do Cadeado, Boa Vista do Incra, Bozano, Campos Borges, Chapada, Condor, Coronel Barros, Espumoso, Estrela Velha, Fontoura Xavier, Fortaleza dos Valos, Ibirapuitã, Ibirubá, Ijuí, Jacuizinho, Jóia, Lagoão, Mormaço, Nova Ramada, Panambi, Pejuçara, Quinze de Novembro, Saldanha Marinho, Salto do Jacuí, Santa Bárbara do Sul, São José do Herval, Soledade, Tio Hugo y Tunas.
La sede de la diócesis se encuentra en la ciudad de Cruz Alta, en donde se halla la Catedral del Espíritu Santo.
En 2019 en la diócesis existían 32 parroquias agrupadas en 5 regiones pastorales: Cruz Alta, Ijui, Panambi, Espumoso y Soledade.

## Historia
La diócesis fue erigida el 27 de mayo de 1971 con la bula Cum Christus del papa Pablo VI, obteniendo el territorio de la diócesis de Santa María. Originalmente era sufragánea de la arquidiócesis de Porto Alegre.
El 12 de diciembre de 1997 cedió las dos parroquias de Nova Alvorada e Itapuca a la diócesis de Passo Fundo (hoy arquidiócesis de Passo Fundo) mediante el decreto Quo aptius de la Congregación para los Obispos.
El 13 de abril de 2011 pasó a formar parte de la provincia eclesiástica de la arquidiócesis de Santa María.

## Estadísticas
De acuerdo al Anuario Pontificio 2020 la diócesis tenía a fines de 2019 un total de 338 000 fieles bautizados.
| Año                                                                             | Población            | Población | Población      | Sacerdotes | Sacerdotes    | Sacerdotes    | Bautizados por sacerdote | Diáconos permanentes | Religiosos | Religiosos | Parroquias |
| Año                                                                             | Bautizados católicos | Total     | % de católicos | Total      | Clero secular | Clero regular | Bautizados por sacerdote | Diáconos permanentes | Varones    | Mujeres    | Parroquias |
| ------------------------------------------------------------------------------- | -------------------- | --------- | -------------- | ---------- | ------------- | ------------- | ------------------------ | -------------------- | ---------- | ---------- | ---------- |
| 1975                                                                            | 309 600              | 387 000   | 80.0           | 40         | 13            | 27            | 7740                     |                      | 27         |            | 26         |
| 1976                                                                            | 317 600              | 397 000   | 80.0           | 40         | 13            | 27            | 7940                     |                      | 28         | 143        | 26         |
| 1990                                                                            | 407 500              | 456 070   | 89.4           | 43         | 14            | 29            | 9476                     | 1                    | 33         | 146        | 31         |
| 1999                                                                            | 350 000              | 389 000   | 90.0           | 47         | 22            | 25            | 7446                     | 1                    | 28         | 146        | 32         |
| 2000                                                                            | 280 000              | 350 000   | 80.0           | 47         | 24            | 23            | 5957                     | 1                    | 26         | 146        | 32         |
| 2001                                                                            | 356 633              | 396 259   | 90.0           | 50         | 26            | 24            | 7132                     | 1                    | 27         | 147        | 32         |
| 2002                                                                            | 356 633              | 396 259   | 90.0           | 49         | 25            | 24            | 7278                     | 1                    | 27         | 149        | 32         |
| 2003                                                                            | 356 633              | 396 259   | 90.0           | 38         | 25            | 13            | 9385                     | 1                    | 17         | 125        | 32         |
| 2004                                                                            | 317 000              | 396 259   | 80.0           | 41         | 26            | 15            | 7731                     | 1                    | 18         | 125        | 32         |
| 2006                                                                            | 291 000              | 399 000   | 72.9           | 47         | 32            | 15            | 6191                     |                      | 17         | 120        | 31         |
| 2013                                                                            | 321 000              | 401 000   | 80.0           | 32         | 30            | 2             | 10 031                   |                      | 5          | 45         | 33         |
| 2016                                                                            | 330 000              | 410 000   | 80.5           | 29         | 28            | 1             | 11 379                   |                      | 17         | 56         | 32         |
| 2019                                                                            | 338 000              | 419 900   | 80.5           | 29         | 27            | 2             | 11 655                   |                      | 2          | 50         | 32         |
| Fuente: Catholic-Hierarchy, que a su vez toma los datos del Anuario Pontificio. |                      |           |                |            |               |               |                          |                      |            |            |            |

## Episcopologio
- Walmor Battú Wichrowski † (27 de mayo de 1971-16 de noviembre de 1972 renunció)
- Nei Paulo Moretto (16 de noviembre de 1972-21 de enero de 1976 nombrado obispo coadjutor de Caxias do Sul[4])
- Jacob Roberto Hilgert † (19 de junio de 1976-8 de mayo de 2002 retirado)
- Frederico Heimler, S.D.B. † (8 de mayo de 2002-11 de junio de 2014 renunció)[5]
- Adelar Baruffi (17 de diciembre de 2014-22 de septiembre de 2021 nombrado arzobispo de Cascavel)
- Nélio Domingos Zortea (29 de marzo de 2023)